# Леон Блюм
Леон Блюм (фр. Léon Blum; 9 квітня 1872 — 30 березня 1950) — французький політик, лідер Соціалістичної партії. Очолював уряд Франції в 1936–1937 та 1938. В грудні 1946 — січні 1947 — голова Тимчасового уряду Франції. Редактор газети «Попюлер» (Populaire, 1928–1950), секретар відомого часопису «Ревю Бланш». В'язень «Целленбау».

## Діяльність у лавах СФІО (1920-ті рр.)
Після завершення Першої світової війни став одним із лідерів центристського крила Соціалістичної партії. Разом з іншими центристами (Ж.Лонґе, П.Фором тощо) не бажав приєднання партії до Комінтерну, проте виступав проти простого відновлення ІІ Інтернаціоналу.
Після Турського з'їзду у грудні 1920 року, на якому Соціалістична партія була перейменована на Французьку соціалістичну партію (секцію Комуністичного Інтернаціоналу), вийшов з її лав. Був ініціатором відновлення СФІО, програмою якої знову стала «Хартія єдності» 1905..
Менша частина соціалістів (ті, хто, за висловом Леона Блюма, залишились «охоронцями старого дому» СФІО) не відмовилась від марксистського вчення про соціалістичну революцію. Але, опинившись між радикалами, що не збирались скасовувати капіталізм, та комуністами, які вважали соціалістів зрадниками, СФІО все ж таки змінила свою доктрину. Леон Блюм став її визнаним теоретиком. Він сформулював дві можливих стратегії. Перша — в ситуації, коли соціалісти отримували більшість в парламенті — мала на увазі «здійснення влади» в умовах капіталізму в союзі з лівими республіканцями для того, щоб не дати змогу правим повернутись до влади. Друга націлювала соціалістів на «завоювання влади», тобто на революцію та ліквідацію капіталізму. Нова доктрина дозволила соціалістам взаємодіяти з іншими лівоцентристськими групами.
1928 року він став головою Соціалістичної партії. Продовжив політику зближення з радикалами, що виявилось у відновленні коаліції «Картелю лівих» у 1932–1934.
Після 1934 бере активну участь у створенні Народного фронту з комуністами та радикалами. Спільно з Едуаром Даладьє та Морісом Торезом взяв участь у спільному вічі трьох політичних сил, присвяченому перемозі лівих і лівоцентристських сил на муніципальних виборах 1935. Фактично демонстрація 14 липня 1935 р. символізувала створення Народного фронту.

## На чолі уряду Франції (1936—1937)
Парламентські вибори 26 квітня — 3 травня 1936 завершились перемогою соціалістів і Народного фронту взагалі. За підсумками виборів, формування уряду було доручено 64-річному Леонові Блюму як лідеру найбільшої парламентської фракції. Соціалісти погодились (вдруге після часів Першої світової війни) ввійти до складу кабінету, сформованого 4 червня 1936 р..
Відповідно до програми Народного фронту, уряд Блюма здійснив серію важливих кроків. Було заборонено фашистські ліги та їх воєнізовані загони. Були амністовані учасники антифашистських демонстрацій. Уряд провів соціальні реформи, зокрема, ухвалив закони про 40-годинний робочий тиждень, оплачувані відпустки та колективні договори. Значно посилився вплив держави на економіку Франції: Французький банк поставили під державний контроль, були частково націоналізовані військова промисловість та залізниці.
Під час Громадянської війни в Іспанії уряд під проводом Блюма ініціював «політику невтручання» та створення Міжнародного комітету з питань невтручання у справи Іспанії.
У червні 1937 уряд Блюму пішов у відставку через провал свого законопроєкту про підвищення податків і контроль за фінансовими операціями за кордоном.
1943—1944 — перебував у німецьких концтаборах.

## Повоєнна діяльність
Повернувшись із німецького концтабору на Батьківщину, активно долучився до політичної боротьби. У СФІО підтримував течію, що виступала за соціал-демократичну трансформацію партії та розрив із марксизмом. Виступаючи 20 травня 1945 року під час конференції секретарів федерації СФІО, так визначив нову ідеологію партії: «Зберігати й розширювати права людської особистості в суспільстві, повністю підпорядкованому інтересам колективного блага, — це формула самого соціалізму. Саме вона міститься в цих двох словах: „соціал-демократія“, які поєднані не випадково. Це є тим синтезом, який Жорес протягом всього свого життя намагався здійснити між головними положеннями марксистської критики та старими принципами революції 1789 р.»
В грудні 1946 — січні 1947 — був головою однопартійного соціалістичного уряду меншості. Саме в цей період Франція розпочала війну в Індокитаї. Леон Блюм в цей час висунув на противагу тоталітарному комунізму ідею демократичного чи гуманістичного соціалізму, що відкидала диктатуру пролетаріату. Блюм заперечував класовий характер французької демократії та закликав підтримувати союзницькі відносини з Великою Британією та США. Тимчасовий уряду Франції підписав економічну угоду з США, брав участь у війні у В'єтнамі, почав створення Західного блоку як основи НАТО.
Після розколу трипартійної коаліції соціалісти з ініціативи своїх лідерів Блюма та Ґі Молле спільно з МРП та радикалами утворили коаліцію «третьої сили». Вона, за їх словами, повинна була боротись проти подвійної небезпеки: комуністів і ґоллістів. Блюм пропонував поширити ідею «третьої сили» також на зовнішню політику, зібравши під своїми знаменитих французів, які не бажають ні американізації, ні радянізації.